# Just Ballade
Just Ballade és el novè àlbum d'estudi de la cantant japonesa Misia que es va editar el 16 de desembre de 2009. És el primer àlbum que va editar sota el segell discogràfic Ariola Japan. Just Ballade va veure la llum pràcticament 2 anys després del seu últim àlbum, Eighth World, i és el primer a incloure únicament balades. El va editar simultàniament amb el 24è senzill de Misia, «Hoshi no Yō ni...». L'àlbum es va editar en tres edicions: dues edicions limitades i una amb únicament el CD. L'edició limitada A inclou l'àlbum en el format Blu-spec CD, amb una carcassa de cartró com a funda, i un DVD de bonus que conté 6 videoclips. L'edició limitada B inclou un llibret interior de 28 pàgines a tot color, amb un empaquetatge de luxe.
L'àlbum ha proporcionat 6 senzills, cadascun dels quals han tingut una sortida comercial. Diverses cançons del disc també es van utilitzar en les campanyes de promoció que van portar al seu llançament. «Chiheisen no Mukōgawa e» va servir com a tema final pel programa de la TV Tokyo World Business Satellite, «Boku no Kimochi» com a tema final del programa de la NTV Himitsu no Kenmin Show, i «Work It Out» com a tema final per al programa de la NTV Jōhō Live Miyaneya.
Just Ballade va debutar a la tercera posició de la llista diària Oricon d'àlbums amb 17.846 còpies venudes i a la quarta en la llista setmanal, venent 57.469 còpies durant la primera setmana. L'àlbum va aconseguir la certificació d'or de la RIAJ al vendre'n més de 100.000 còpies.

## Llista de cançons
| 1.            | «Sukoshi Zutsu, Taisetsu ni»                                                       | Misia             | Sinkiroh                                 | 5:08  |
| 2.            | «Aitakute Ima»                                                                     | Misia             | Jun Sasaki                               | 5:58  |
| 3.            | «Work It Out»                                                                      | Misia, Hinata, JP | JP                                       | 2:48  |
| 4.            | «Chiheisen no Mukougawa e» (地平線の向こう側へ "To the Other Side of the Horizon") | Misia             | Sinkiroh                                 | 4:53  |
| 5.            | «Call Me Love Me»                                                                  | Misia             | Sinkiroh                                 | 4:08  |
| 6.            | «So Beautiful»                                                                     | Misia             | Toshiaki Matsumoto                       | 4:58  |
| 7.            | «Kuchibiru to Kuchibiru» (唇と唇 "Lip and Lip")                                    | Hinata            | Sinkiroh                                 | 4:53  |
| 8.            | «Baobab no Ki no Shita de» (バオバヴの木の下で "Under the Baobab Tree")            | Misia             | Misia                                    | 3:36  |
| 9.            | «Yakusoku no Tsubasa»                                                              | Misia             | Sasaki                                   | 5:19  |
| 10.           | «Boku no Kimochi» (僕のきもち "How I Feel")                                        | Misia, Hinata     | Sinkiroh                                 | 4:16  |
| 11.           | «Yes Forever (Piano Version)»                                                      | Misia             | Sinkiroh                                 | 4:55  |
| 12.           | «Hoshi no Yō ni...»                                                                | Misia             | Sinkiroh                                 | 4:58  |
| 13.           | «Ginga»                                                                            | Misia             | Shusui, Fredrik Hult, Carl Utbult, Tebey | 4:36  |
| 14.           | «Itsumademo»                                                                       | Misia             | Sinkiroh                                 | 1:28  |
| Durada total: | Durada total:                                                                      | Durada total:     | Durada total:                            | 61:54 |

| 1. | «Baobab no Ki no Shita de» (Music Video) |  |
| 2. | «Hoshi no Yō ni...» (Music Video)        |  |
| 3. | «Aitakute Ima» (Music Video)             |  |
| 4. | «Ginga» (Music Video)                    |  |
| 5. | «Yakusoku no Tsubasa» (Music Video)      |  |
| 6. | «Yes Forever» (Music Video)              |  |

## Crèdits
- Misia – productora, arranjadora, veu, veus de cor, productora vocal
- Herb Powers Jr. - masterització
- Hiroto Tanigawa – productor delegat
- Shigenobu Karube – productor co-executiu
- Kazuyuki Kobayashi – productor co-executiu
- Yoshito Kawabata – direcció A&R
- Chise Kamimura – A&R
- Yoshio Kawamoto – A&R
- Hiraku Okumura – A&R
- Chihiro Yoshioka – A&R
- Masashi Watanabe – A&R
- Keisuke Sato – mànager
- Takayuki Ishida – mànager
- Mayuko Hashimoto – mànager
- Rui Nishikawa – mànager
- Mitsuo Shindo - direcció artística, fotografia
- Masami Hatta - coordinador artístic
- Tetsuo Hirano - disseny
- Kaori K - perruqueria i maquillatge
- Sakae Kaneda - estil
- Masahiro Matsuda - disseny
- Hiroshi Sakuma – màrqueting
- Chinatsu Kato – màrqueting

## Llistes, vendes i certificacions
| Chart (2009)                           | Peak position |
| -------------------------------------- | ------------- |
| Japan Billboard Top Albums             | 4             |
| Japan Oricon Daily Albums Chart        | 3             |
| Japan Oricon Weekly Albums Chart       | 4             |
| Japan Oricon Monthly Albums Chart      | 8             |
| Japan Oricon Yearly Albums Chart       | 58            |
| Japan SoundScan Albums Chart (CD+DVD)  | 8             |
| Japan SoundScan Albums Chart (CD-only) | 16            |
| Taiwan Five Music J-pop/K-pop Chart    | 2             |
| Taiwan G-Music J-Pop Chart             | 5             |
| Taiwan G-Music International Chart     | 8             |

| País | Proveïdor | Vendes  | Certification (sales thresholds) |
| ---- | --------- | ------- | -------------------------------- |
| Japó | RIAJ      | 142.493 | Or                               |

## Història del llançament
| Regió         | Data             | Segell       | Format          |
| ------------- | ---------------- | ------------ | --------------- |
| Japó          | 16 desembre 2009 | Ariola Japan | Blu-spec CD+DVD |
| Japó          | 16 desembre 2009 | Ariola Japan | CD              |
| Taiwan        | 18 desembre 2009 | Sony Music   | CD+DVD          |
| Corea del Sud | 23 desembre 2009 | Sony Music   | CD              |
| Hong Kong     | 29 desembre 2009 | Sony Music   | CD+DVD          |